# Équivoque
 (mai 2023).
Si vous disposez d'ouvrages ou d'articles de référence ou si vous connaissez des sites web de qualité traitant du thème abordé ici, merci de compléter l'article en donnant les références utiles à sa vérifiabilité et en les liant à la section « Notes et références ».

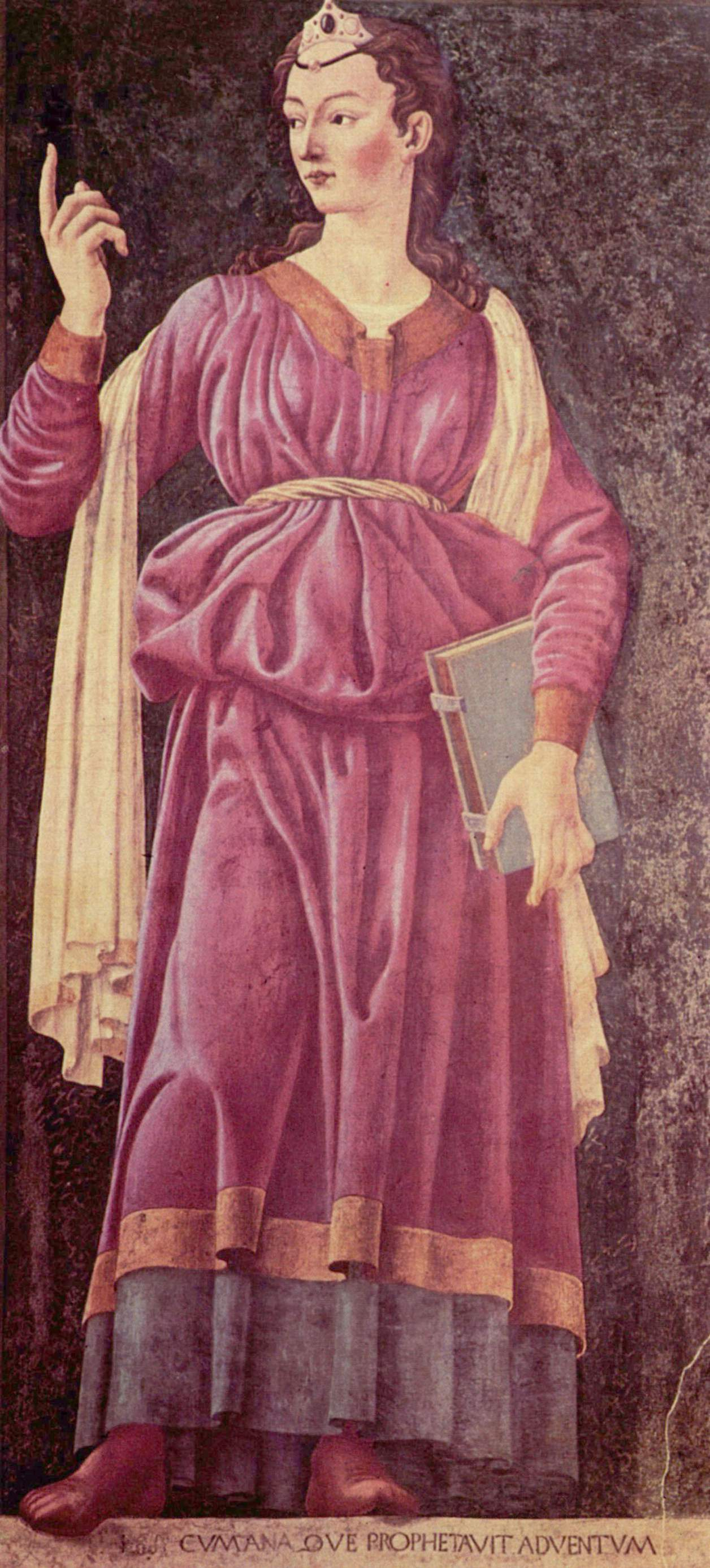
La Sibylle, spécialiste de l’équivoque.

L’équivoque, du latin aequivocus, de aequus : égal, semblable, et vox : voix, parole, est l’expression d’une pensée à double sens, susceptible d’une double interprétation.

## Description
L’équivoque diffère de l’ambiguïté et de l’amphibologie en ce que le sens douteux de celles-ci résulte de l’arrangement des mots et qu’elles produisent autour de la pensée de l’auteur une confusion involontaire[réf. nécessaire].
L’équivoque, qui provient de l’emploi de mots à double entente et mal définis, peut être le fruit d’une certaine habileté à cacher en partie sa pensée véritable, en faisant entrevoir plusieurs idées au lecteur. Elle parait mettre en pratique le mot célèbre de Talleyrand : « La parole a été donnée à l’homme pour déguiser sa pensée ». L’épigramme qui suit, attribuée à Boileau, est connue pour l'équivoque sur laquelle elle repose :
On dit que l’abbé Roquette
Prêche les sermons d’autrui ;
Moi qui sais qu’il les achète,
Je soutiens qu’ils sont à lui.
Les philosophes mettent l’équivoque, qui est l’arme ordinaire des orateurs ou des écrivains ayant plus de subtilité que de bonne foi, au rang des sophismes. 

## Utilisation rhétorique
Le mot d’équivoque revient souvent, au XVIIe siècle, dans les controverses religieuses, principalement dans la querelle entre Pascal et les jésuites, à qui leur redoutable adversaire reproche sans cesse « de corrompre les expressions les plus canoniques par les malicieuses subtilités de leurs nouvelles équivoques ». (les Provinciales, XVI)
Dans l’Antiquité, les oracles rendaient, afin d’avoir raison dans un sens ou dans un autre, quel que fût l’événement, le plus souvent des équivoques. L’exemple le plus connu du caractère équivoque des oracles que rendait la Pythie de Delphes fut celui à Crésus. Lui ayant prédit que s’il devait faire la guerre aux Perses, un grand empire serait détruit. Confiant en la victoire, Crésus fit la guerre aux Perses et vit effectivement un grand empire détruit : le sien.
Il en est encore ainsi des oracles ou des promesses des grands politiques et diplomates qui parlent sans rien dire en enveloppant une science ou une prescience, dont l’équivoque fait les frais, dans les nuages du discours.
Ce terme fut également synonyme de contrepèterie. Après avoir cité « Mais (dist il) équivocquez sur A Beaumont le viconte » du Pantagruel de Rabelais, Jacques Oncial affirme que « L'Equivoque, l'Antistrophe ou la Contrepéterie — tous ces termes sont synonymes, — était née ». Il cite ensuite Étienne Tabourot : « De cette inversion des mots, nos pères ont trouvé une ingénieuse et subtile invention, que les courtisans anciennement appeloient des Equivoques : ne voulans user du mot et jargon des bons compagnons qui les appelloient des Contrepéteries » qu'il commente ainsi : « Nous sommes maintenant fixés, grâce à l'érudition de l'auteur des Bigarrures, sur les origines et la synonymie de ces trois termes équivalents : Equivoque, Antistrophe et Contrepéterie, et nous constatons avec peine la défaveur manifeste dont le dernier était l'objet. »

## Source
- Gustave Vapereau, Dictionnaire universel des littératures, Paris, Hachette, 1876, p. 718–719